# Сан-Матео (округ, Каліфорнія)
Шаблон:StateAbbr_ 37°26′ пн. ш. 122°22′ зх. д. / 37.44° пн. ш. 122.36° зх. д.
Округ Сан-Матео (англ. San Mateo County) — округ (графство) у штаті Каліфорнія, США. Ідентифікатор округу 06081.

## Історія
Округ утворений 1856 року.

## Демографія
За даними перепису 
2000 року 
загальне населення округу становило 707161 осіб, зокрема міського населення було 697526, а сільського — 9635.
Серед мешканців округу чоловіків було 349651, а жінок — 357510. В окрузі було 254103 домогосподарства, 171249 родин, які мешкали в 260576 будинках.
Середній розмір родини становив 3,29.
Віковий розподіл населення поданий у таблиці:
| Стать    | До 15 років | 15-21 | 22-29 | 30-39 | 40-49 | 50-65 | 65-85 | Понад 85 |
| -------- | ----------- | ----- | ----- | ----- | ----- | ----- | ----- | -------- |
| Чоловіки | 70016       | 29441 | 40992 | 62239 | 56436 | 54015 | 33043 | 3469     |
| Жінки    | 66467       | 26335 | 37437 | 60487 | 56859 | 58352 | 43699 | 7874     |

## Виноски
1. ↑  U.S. Decennial Census. United States Census Bureau. Архів оригіналу за 12 травня 2015. Процитовано 4 жовтня 2015.
2. ↑  Historical Census Browser. University of Virginia Library. Архів оригіналу за 11 серпня 2012. Процитовано 4 жовтня 2015.
3. ↑  Forstall, Richard L., ред. (27 березня 1995). Population of Counties by Decennial Census: 1900 to 1990. United States Census Bureau. Процитовано 4 жовтня 2015.
4. ↑  Census 2000 PHC-T-4. Ranking Tables for Counties: 1990 and 2000 (PDF). United States Census Bureau. 2 квітня 2001. Процитовано 4 жовтня 2015.
5. ↑  State & County QuickFacts. United States Census Bureau. Архів оригіналу за 1 серпня 2011. Процитовано 6 квітня 2016. [Архівовано 2011-08-01 у Wayback Machine.](англ.) Наведено за англійською вікіпедією.
6. ↑  American FactFinder. Бюро перепису населення США. Архів оригіналу за 26 лютого 2012. Процитовано 31 січня 2008. [Архівовано 2008-05-21 у Wayback Machine.]

| США | Це незавершена стаття з географії США. Ви можете допомогти проєкту, виправивши або дописавши її. |